# Arthur Balfour

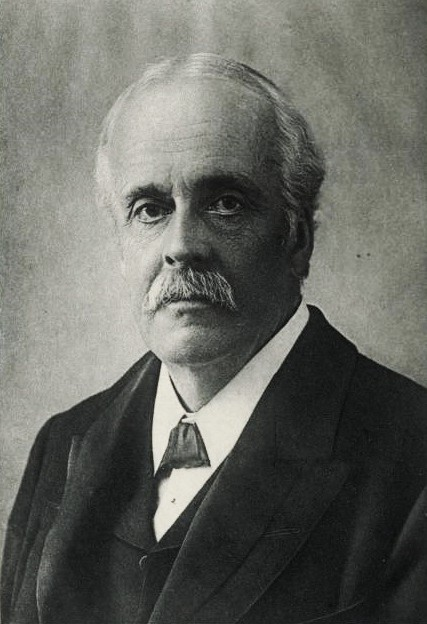
Đệ nhất bá tước Balfour

Arthur James Balfour, Bá tước thứ 1 xứ Balfour (25 tháng 7 năm 1848 - 19 tháng 3 năm 1930) là một chính khách Anh của Đảng Bảo thủ Anh, là Thủ tướng Anh từ tháng 7 năm 1902 đến tháng 12 năm 1905, và sau đó là Bộ trưởng Ngoại giao.
Tham gia Nghị viện vào năm 1874, Balfour nổi bật lên vai Bộ trưởng phụ trách Ireland, trong chức vụ này ông đã trấn áp tình trạng bất ổn trên đất nông nghiệp trong khi thực hiện các biện pháp chống lại chủ nhà vắng mặt. Ông chống lại Quy tắc gia đình của Ireland, nói rằng có thể không có nhà nửa đường giữa Ireland ở lại Vương quốc Anh hoặc trở thành độc lập. Từ năm 1891, ông lãnh đạo Đảng Bảo thủ trong Hạ viện, phục vụ dưới sự cai trị của ông, Lord Salisbury, chính phủ của ông giành được đa số lớn trong năm 1895 và 1900. Một nhà tranh luận xuất sắc, ông đã chán ngán bởi các công việc trần tục của quản lý đảng.
Vào tháng 7 năm 1902, ông đã kế nhiệm người chú của mình làm Thủ tướng Chính phủ. Ông giám sát cải cách chính sách quốc phòng của Anh và hỗ trợ đổi mới hải quân của Fisher. Ông đã bảo vệ Entente Cordiale với Pháp, bỏ mặc nước Đức. Ông thận trọng chấp nhận sự ưu tiên của hoàng đế được Joseph Chamberlain bảo vệ, nhưng những lời từ chức của Nội các về thuế đã khiến đảng của ông bị chia cắt. Ông cũng chịu sự tức giận của công chúng ở các giai đoạn sau của chiến tranh Boer (cuộc chiến chống nổi dậy được mô tả như là "phương pháp man rợ") và việc nhập khẩu lao động Trung Quốc vào Nam Phi ("nô lệ Trung Quốc"). Ông đã từ chức làm Thủ tướng vào tháng 12 năm 1905 và tháng tiếp theo Đảng Bảo thủ đã thất bại nặng nề trong cuộc bầu cử năm 1906, trong đó ông bị mất ghế. Sau khi tái nhập quốc hội vào một cuộc bầu cử, ông tiếp tục phục vụ trong vai trò Lãnh tụ Phe đối lập trong suốt cuộc khủng hoảng ngân sách năm 1909 của Lloyd George, sự mất mát hẹp của hai cuộc Tổng tuyển cử vào năm 1910, và việc thông qua Đạo luật Quốc hội. Ông đã từ chức lãnh đạo đảng vào cuối năm 1911.
Balfour trở lại với tư cách là Đệ Nhất của Hải quân trong Chính phủ liên minh của Asquith (1915-16). Tháng 12 năm 1916 ông trở thành Bộ trưởng Ngoại giao trong liên minh của David Lloyd George. Ông thường bị bỏ rơi khỏi hoạt động bên trong của chính sách đối ngoại, mặc dù Tuyên bố Balfour về quê hương Do Thái đã mang tên ông. Ông tiếp tục đảm nhiệm các các vị trí cao cấp trong suốt những năm 1920, và qua đời vào ngày 19 tháng 3 năm 1930 ở tuổi 81, đã trải qua một tài sản thừa kế rộng lớn. Anh ta chưa bao giờ lập gia đình. Balfour được đào tạo như một triết gia - ông có nguồn gốc lập luận chống lại tin rằng lý trí con người có thể xác định sự thật - và được coi là có một thái độ tách rời với cuộc sống, được so sánh với một nhận xét của ông: "Không có vấn đề gì cả và rất ít".